# رون آراد
رون آراد (بالعبرية: רון ארד)؛ وُلد في 24 أبريل 1951) هو مصمم صناعي وفنان ومهندس معماري إسرائيلي.

## السيرة
وُلد آراد في تل أبيب. التحق بأكاديمية بيزالئيل للفنون والتصميم في القدس بين عامي 1971 و1973 وجمعية الهندسة المعمارية في لندن في الفترة من 1974 إلى 1979. في عام 1989، أسس مع كارولين ثورمان، زمالة آراد، وهي شركة للهندسة المعمارية والتصميم، في لندن. شقيقه هو عازف كمان متوسط والمثقف عطار آراد.
وُصِف آراد في عام 1999 على أنه «كبير، فظ، يرتدي حذاء بوفير، رجل، مع شعر مقطوع تقريباً بنفس طول جذامة الوجه (اللحية الخفيفة)».

## المهنة
بدأت مهنة آراد كمصمم مع كرسي روفر، مقعد سيارة جلدي من Rover V8 2L مثبت على إطار فولاذ أنبوبي. كما كان رئيساً لقسم منتجات التصميم في الكلية الملكية للفنون من 1997 إلى 2009. صمم آراد عام 1994 رف الكتب Bookworm، والذي كان لا يزال يُنتج في عام 2011 من قبل شركة Kartell الإيطالية.
وقد وُصِف العمل الذي قام به آراد بأنه «مخيف»، معتبراً «الخرسانة القوية والمعدنية المقطوعة؛ صفائح مشدودة من الفولاذ الصلب وحواف المقصلة».
في عام 2005، قامت شركة آراد بتصميم ثريات لشركة سواروفسكي والتي يمكن أن يُعرض عليها الرسائل النصية التي يتم إرسالها إليها من خلال دمج الثنائيات الباعثة للضوء (LEDs) التي تشغلها الرسائل النصية القصيرة. لديه أيضاً طاولات تتسلق الجدران بدلاً من أن تكون متمركزة في الغرفة. غالباً ما تكون أعمال آراد في أشكال بيولوجية مُميّزة ويتم إنشاؤها من وسط اختياره، من الفولاذ. وقد وضع خططاً لتوسيع الاستوديو الخاص به في عام 2008.
في عام 2008-09، اتفق آراد مع كينزو لإنشاء أول زجاجة عطر له. كانت الزجاجة معروضة في معرضه.
قام أيضاً بتصميم متحف التصميم حولون مع برونو آسا، والذي تم افتتاحه في إسرائيل في عام 2010.
في عام 2010، بدأ آراد تعاونه مع New Eye London لتصميم مجموعة نظارات.
تم افتتاح تركيب آراد «720 درجة» في حديقة المنحوتات التابعة لمتحف إسرائيل في أغسطس 2012. وهو يتكون من 5600 قضيب من السيليكون تشكل دائرة على ارتفاع 26 قدماً فوق الحديقة. يرى الزوار الصور المسقطة داخل أو خارج الهيكل.
صمم آراد مجمع مكاتب توها في تل أبيب، وهو تحت الإنشاء حتى عام 2018. عند اكتمالها، ستكون أطول ناطحة سحاب في إسرائيل.
في عام 2017، فاز آراد بمسابقة تصميم النصب التذكاري للهولوكوست في المملكة المتحدة بالتعاون مع المهندس المعماري الغاني-البريطاني ديفيد أدجاي.

## وصلات خارجية
- Ron Arad Associates